# Arta igbo

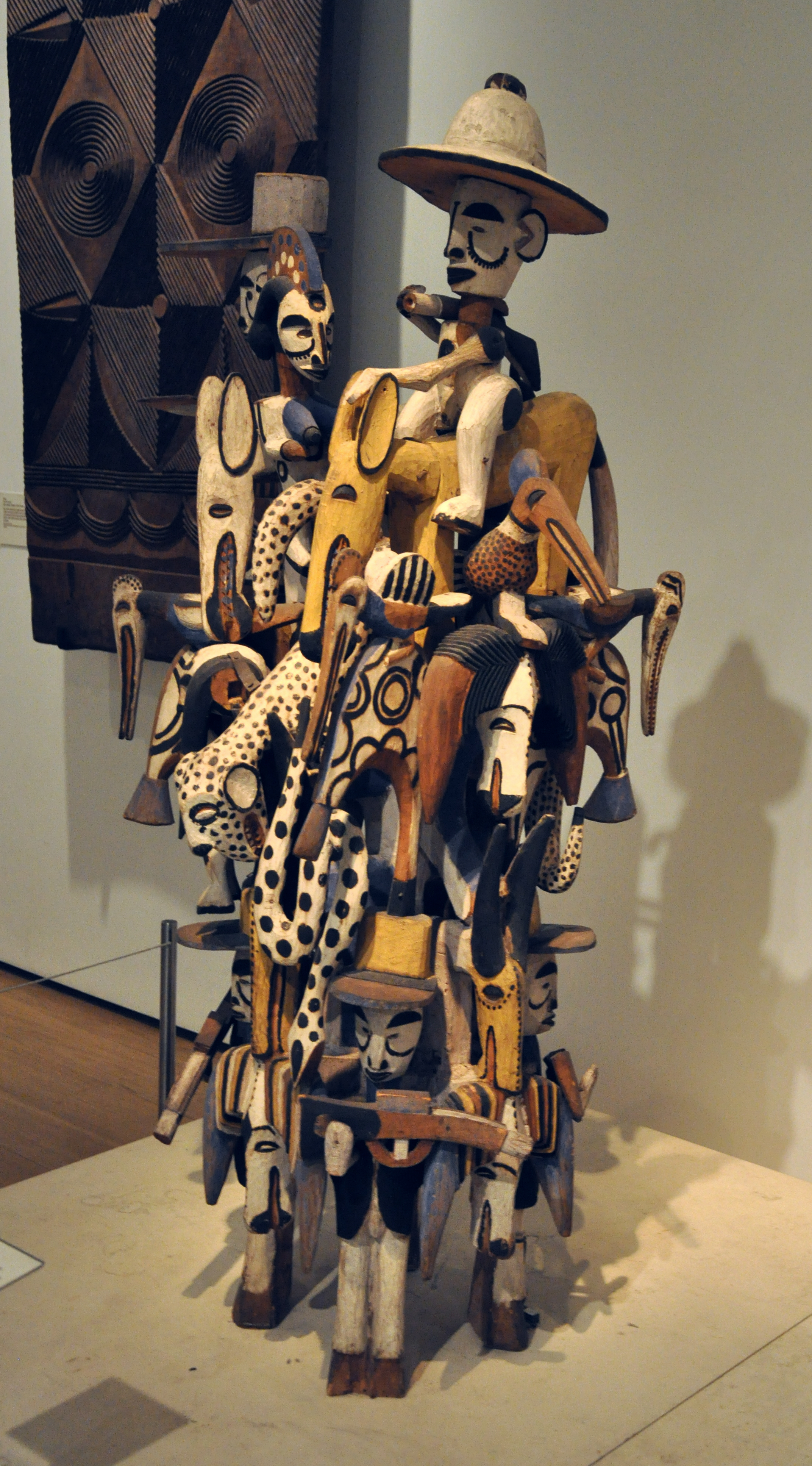
Complex de lemn igbo ce se află în prezent în British Museum din Londra, Anglia

Arta igbo (cunoscută și ca arta igboeană sau arta igbonă; în igbo: Ǹkà Igbo) reprezintă picturile, sculpturile, și celelalte forme vizuale de cultură ale poporului igbo. Poporul igbo a produs și produce o varietate largă de artă, incluzând: figuri tradiționale, măști, lucrări textile și artefacte de metale ca bronzul.

## Măștile

### Eze Nwanyi
Cunoscută și ca Regina Femeilor, această mască reprezintă o soție și o bunică, bogate și în vârstă, care are un respect foarte mare în sat.

### Agbogho mmuo

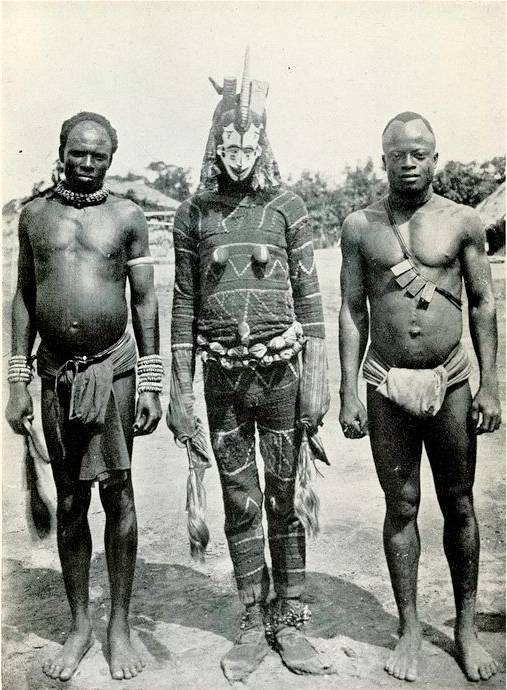
Un Agbogho mmuo și doi participanți

Agbogho mmuo apare în fiecare an în timpul sezonului uscat în zona Nri-Awka din nordul Igbolandului.

## Igbo Ukwu (bronzuri)

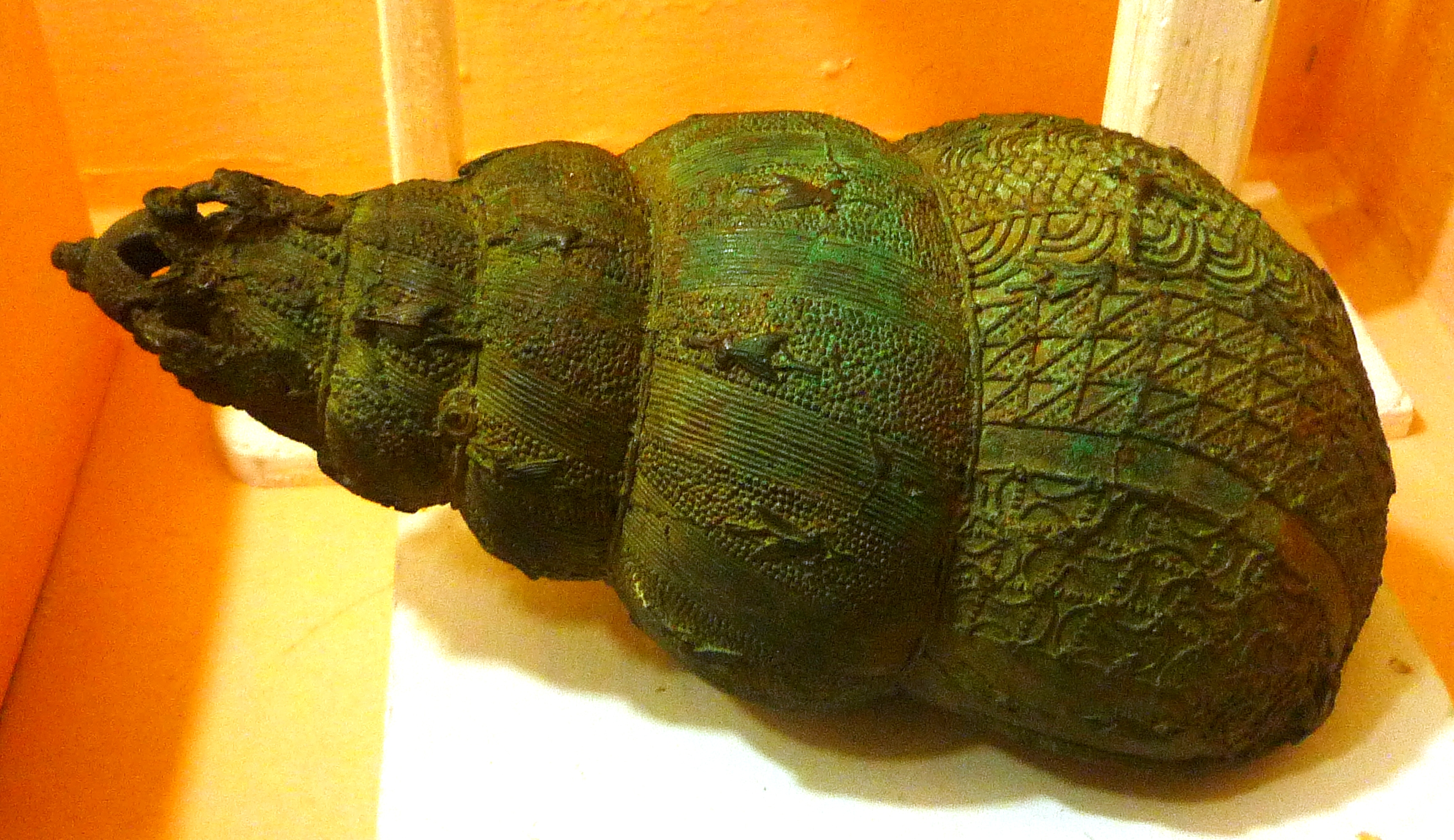
Vas ceremonial de bronz în formă de cochilie de melc din secolul al IX-lea al culturii igbo

Alice Apley a spus: „Este posibil ca locuitorii din Igbo-Ukwu să aibă o artă metalurgică care a înflorit încă din secolul al IX-lea.” (deși această dată rămâne controversată). Trei situri au fost excavate, fiind descoperite sute de vase ritualice și alte obiecte turnate din bronz sau un aliaj format din bronz și plumb.

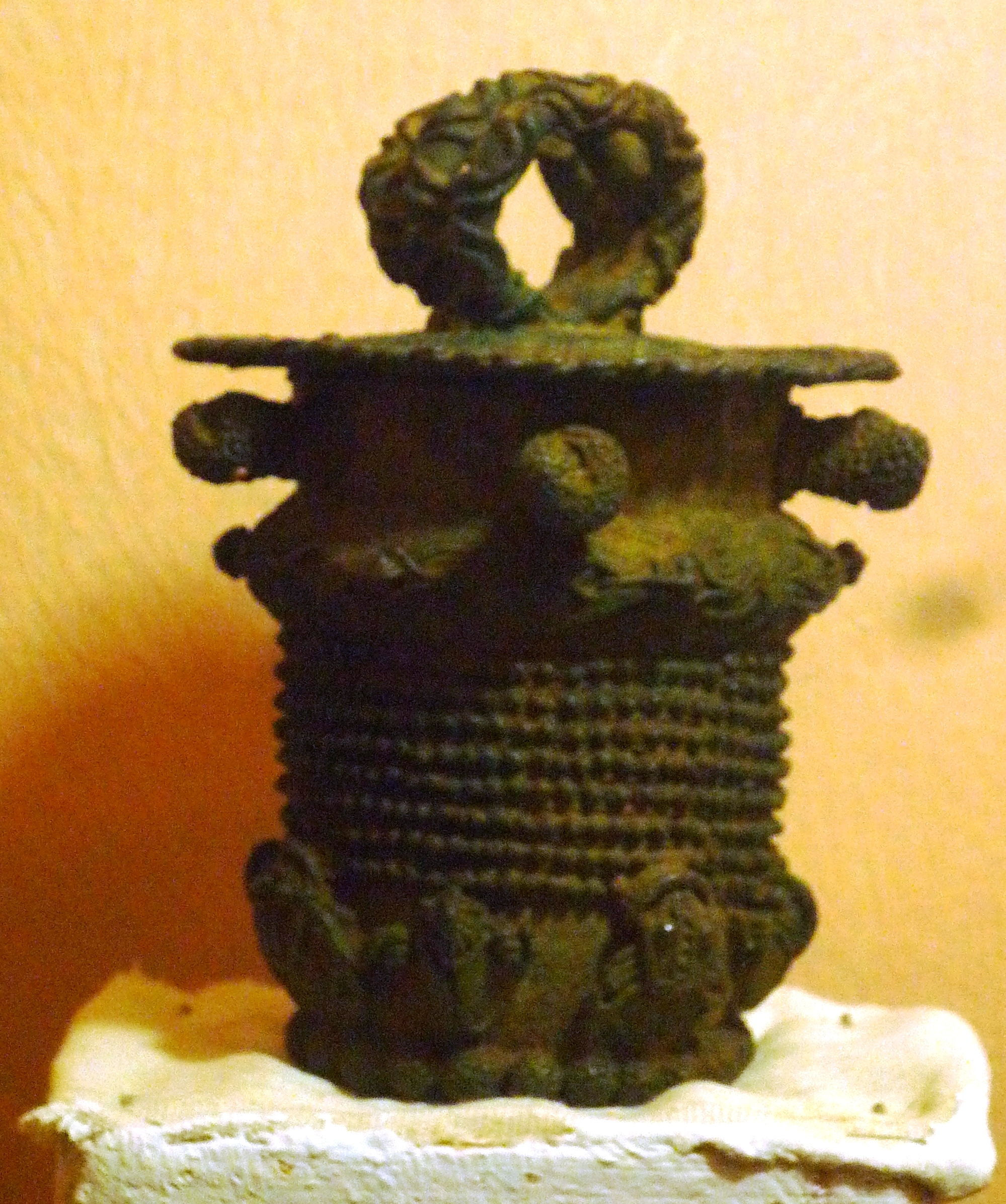
Oală ceremonială de bronz din secolul al IX-lea al culturii igbo, expusă în Muzeul Național al Nigeriei din Lagos
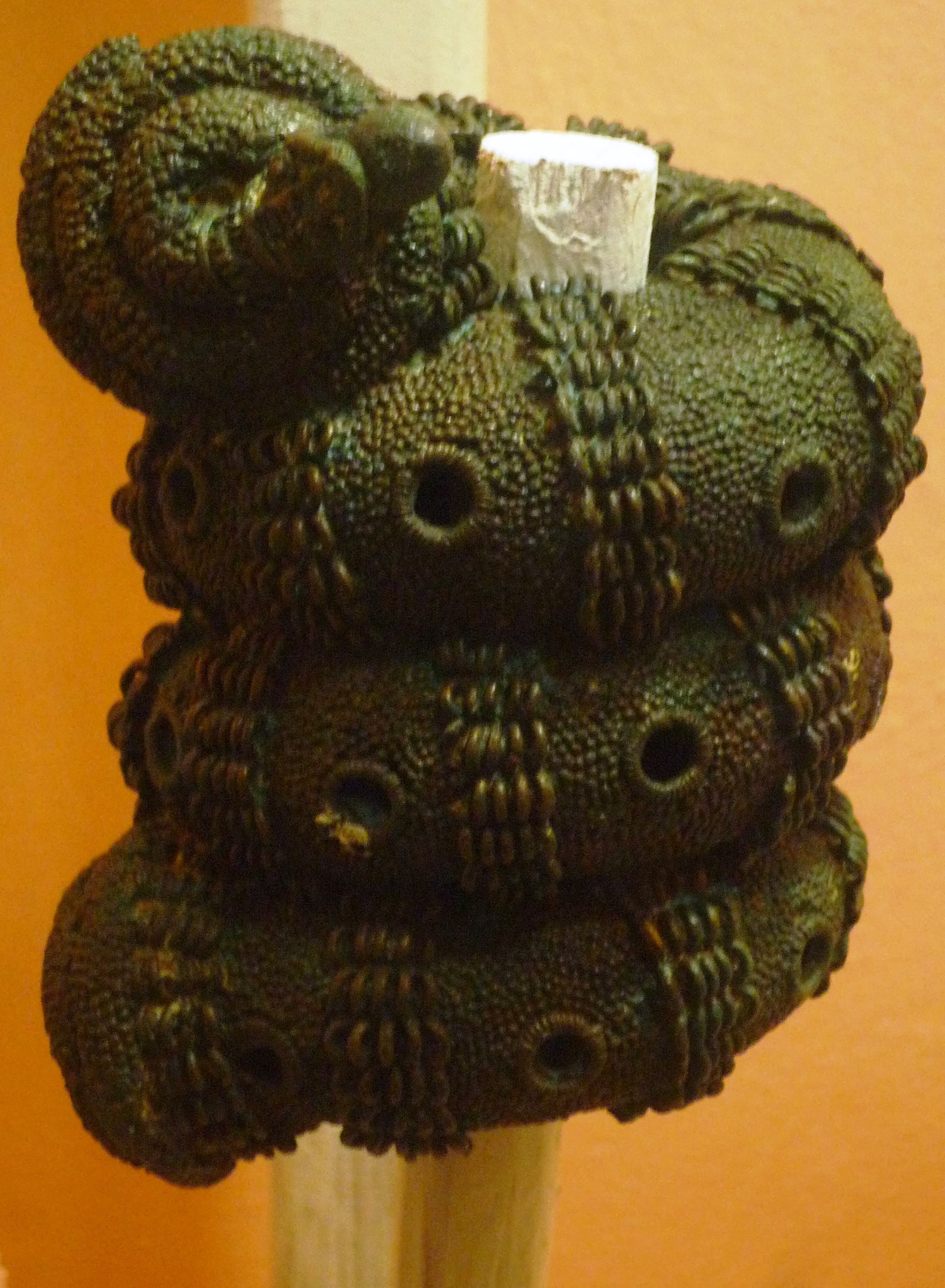
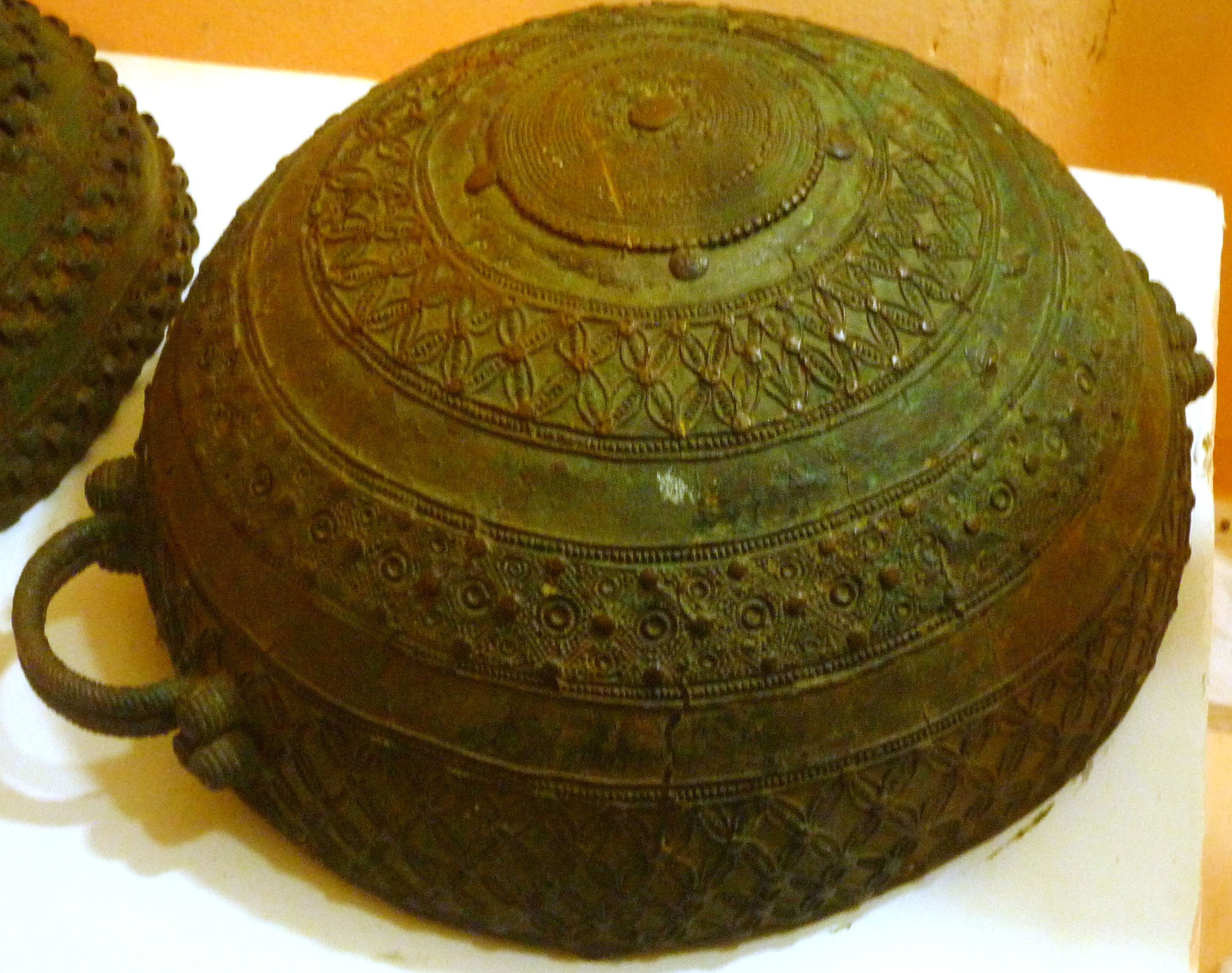
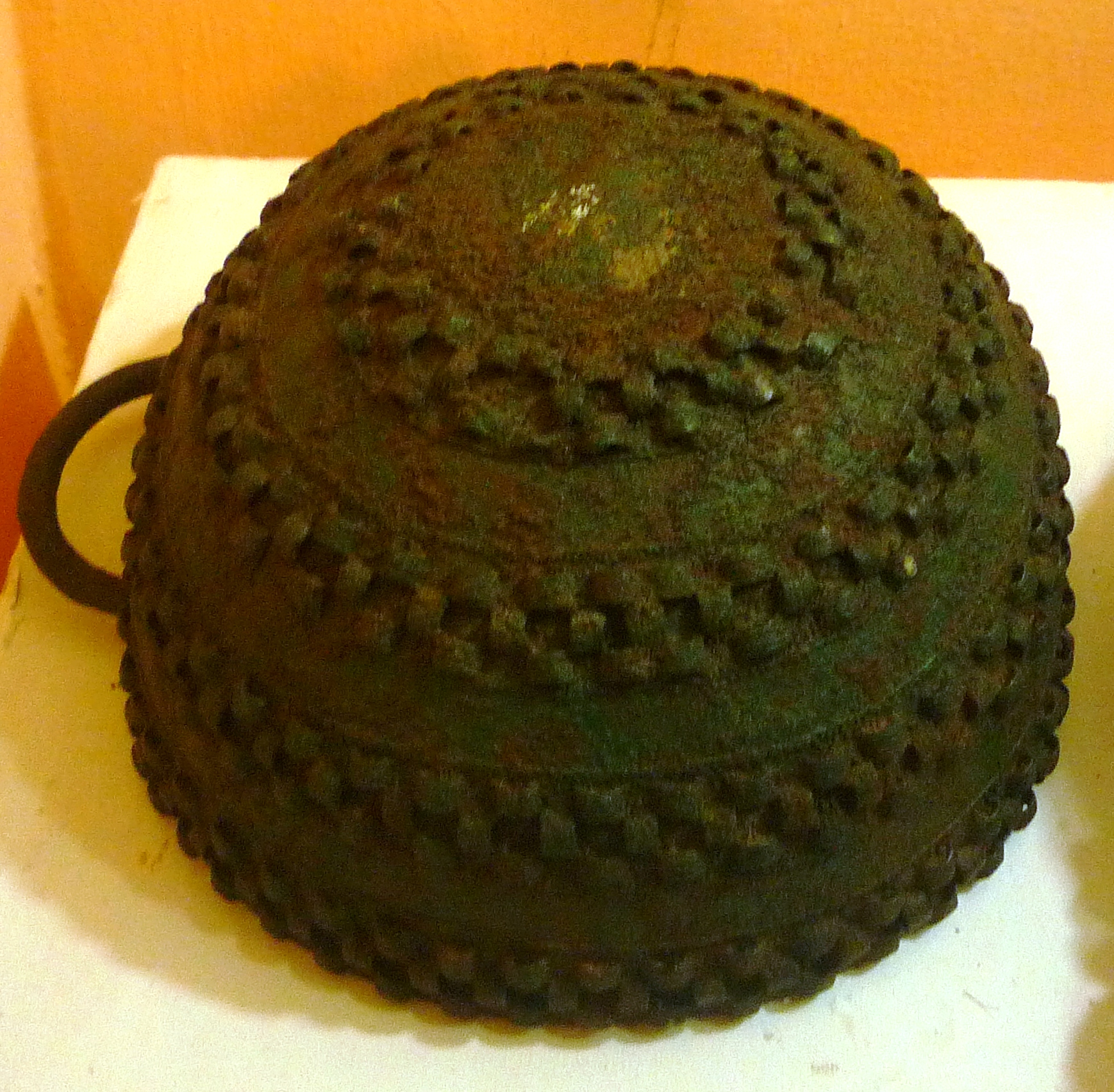
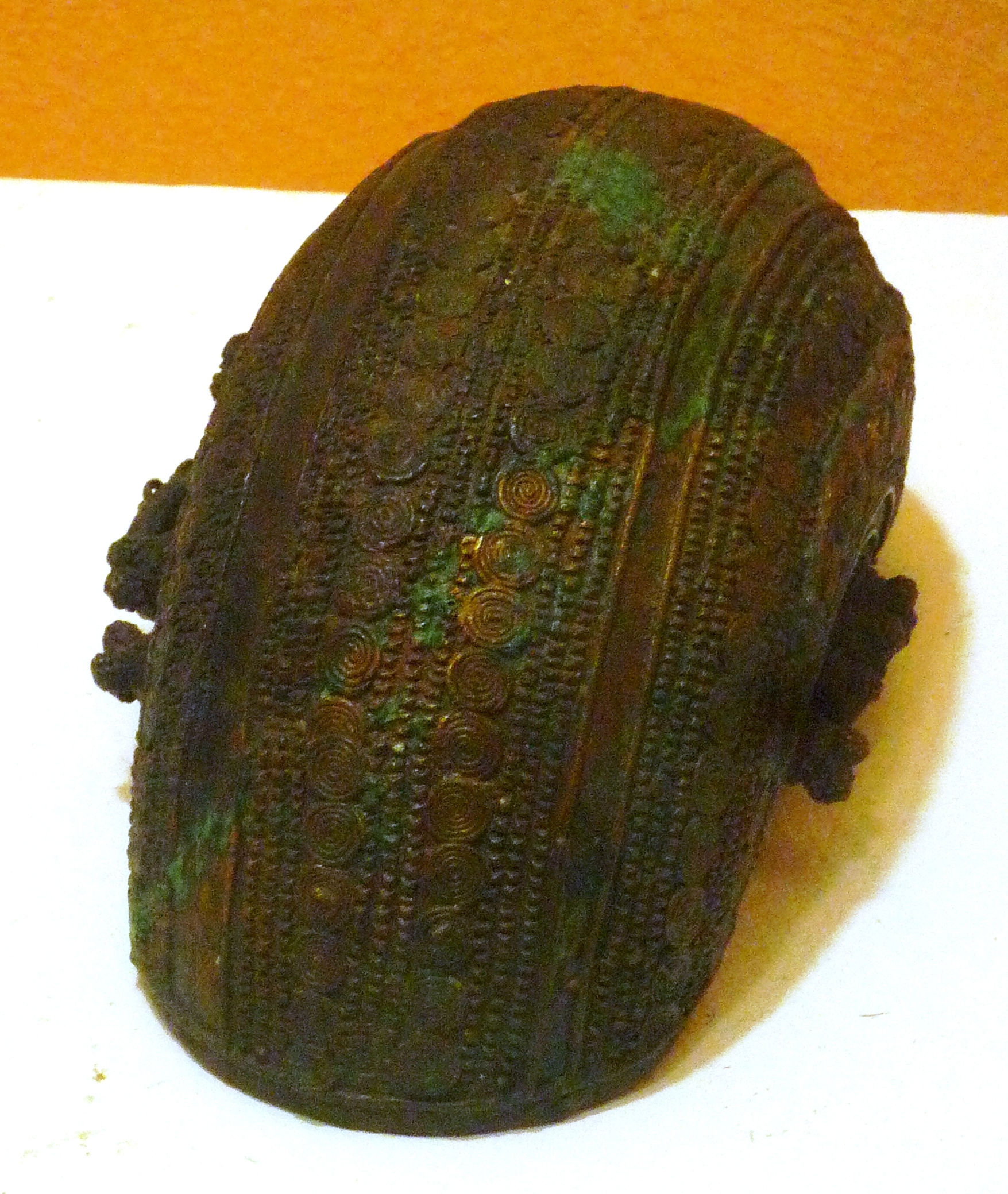
Bol expus în Muzeul Național al Nigeriei din Lagos
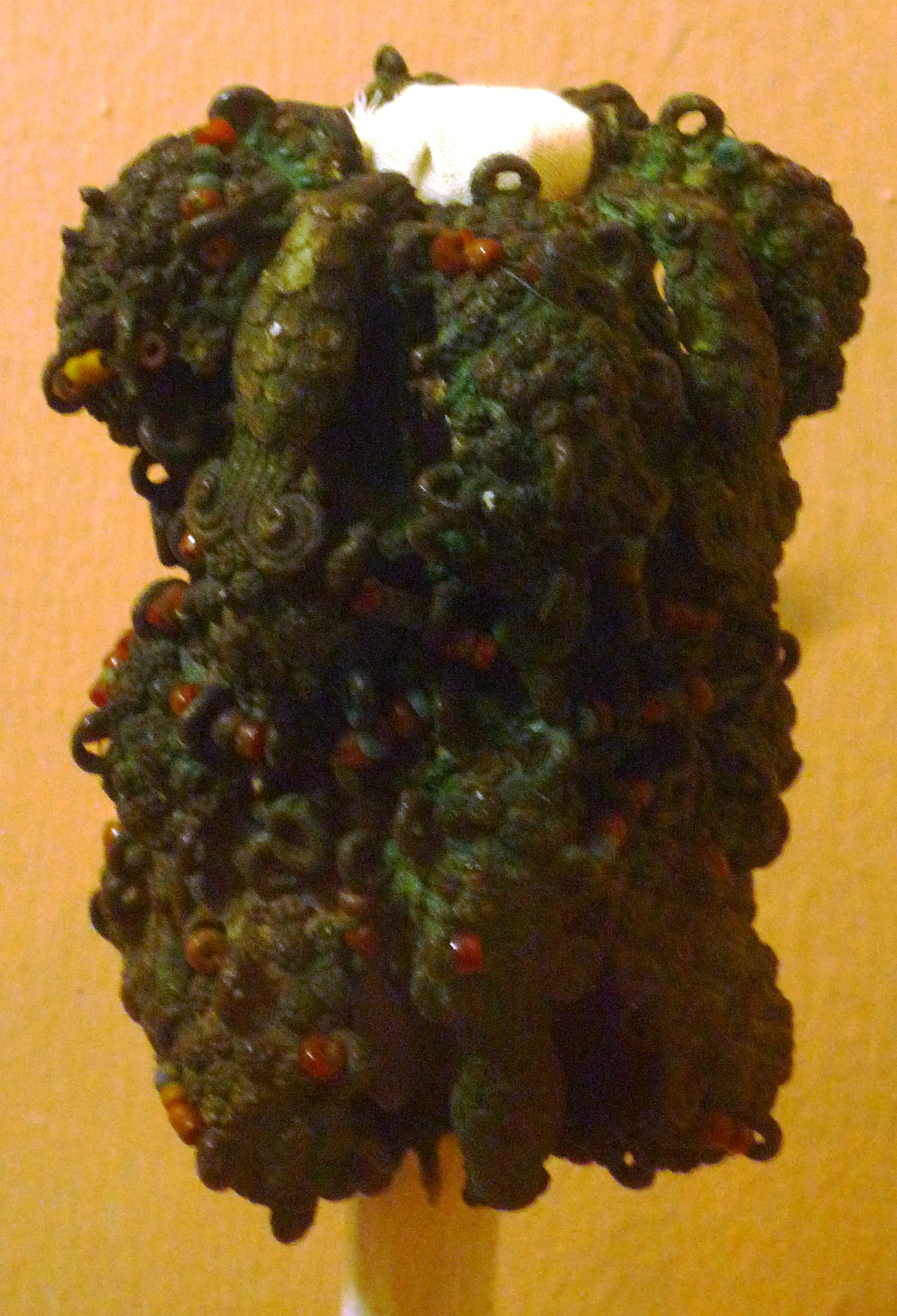
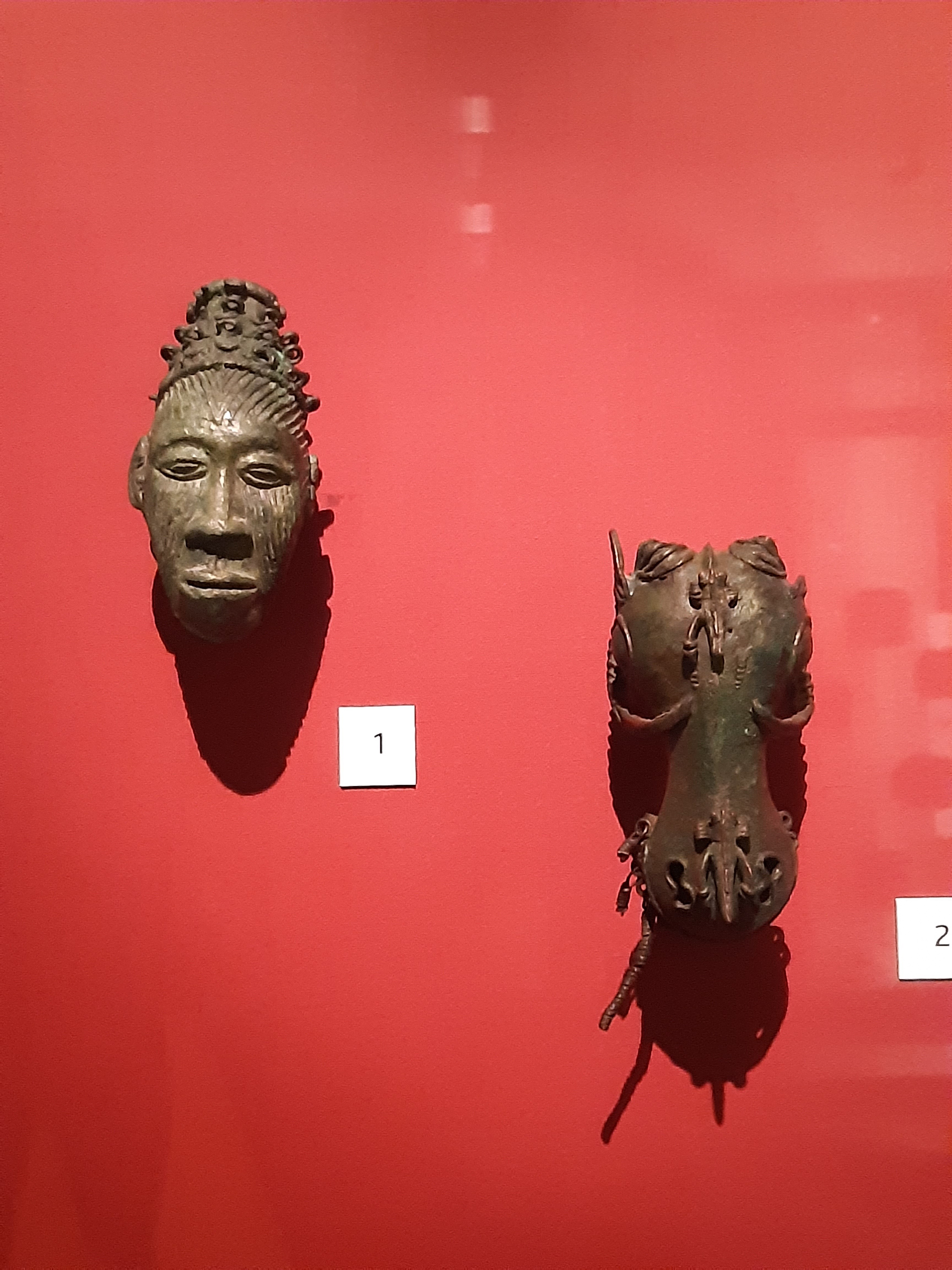
Bronzuri Igbo-Ukwu expuse în British Museum din Londra, Anglia
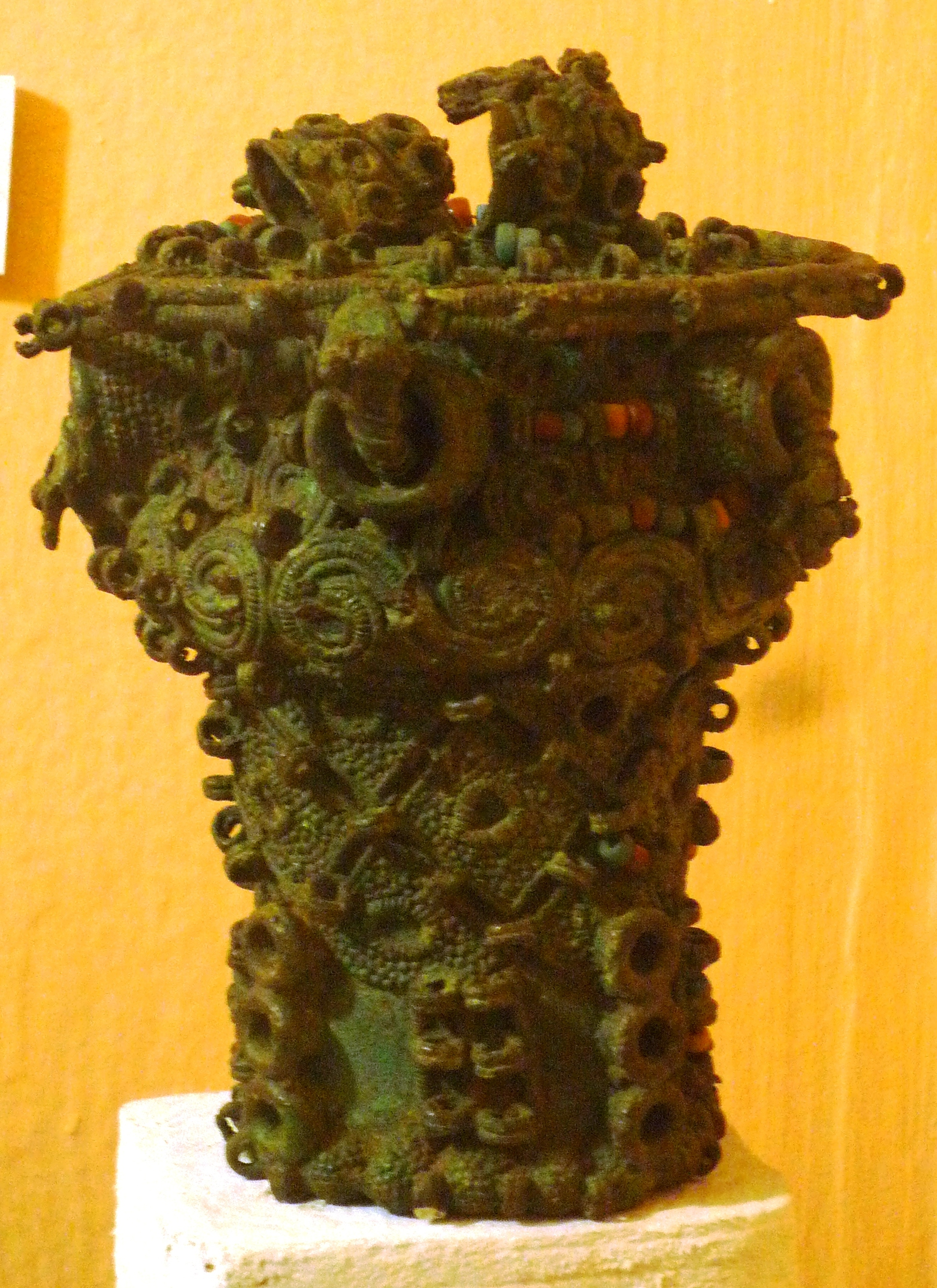
Oală ceremonială din secolul al IX-lea ce aparține culturii igbo și care se află în Muzeul Național al Nigeriei din Lagos

## Uli
Uli este numele dat designurilor tradiționale desenate de igboenii din Nigeria.
Desenele Uli sunt puternic liniare și duc lipsă de perspectivă; ele, totuși, echilibrează spațiul pozitiv și negativ. Desenele sunt frecvent asimetrice și sunt adesea pictate spontan. Uli, în general, nu este ceva sacru, în afara imaginilor pictate pe zidurile de altare și create în legătură cu unele ritualuri comunitare.

## Galerie

### Statui și figurine

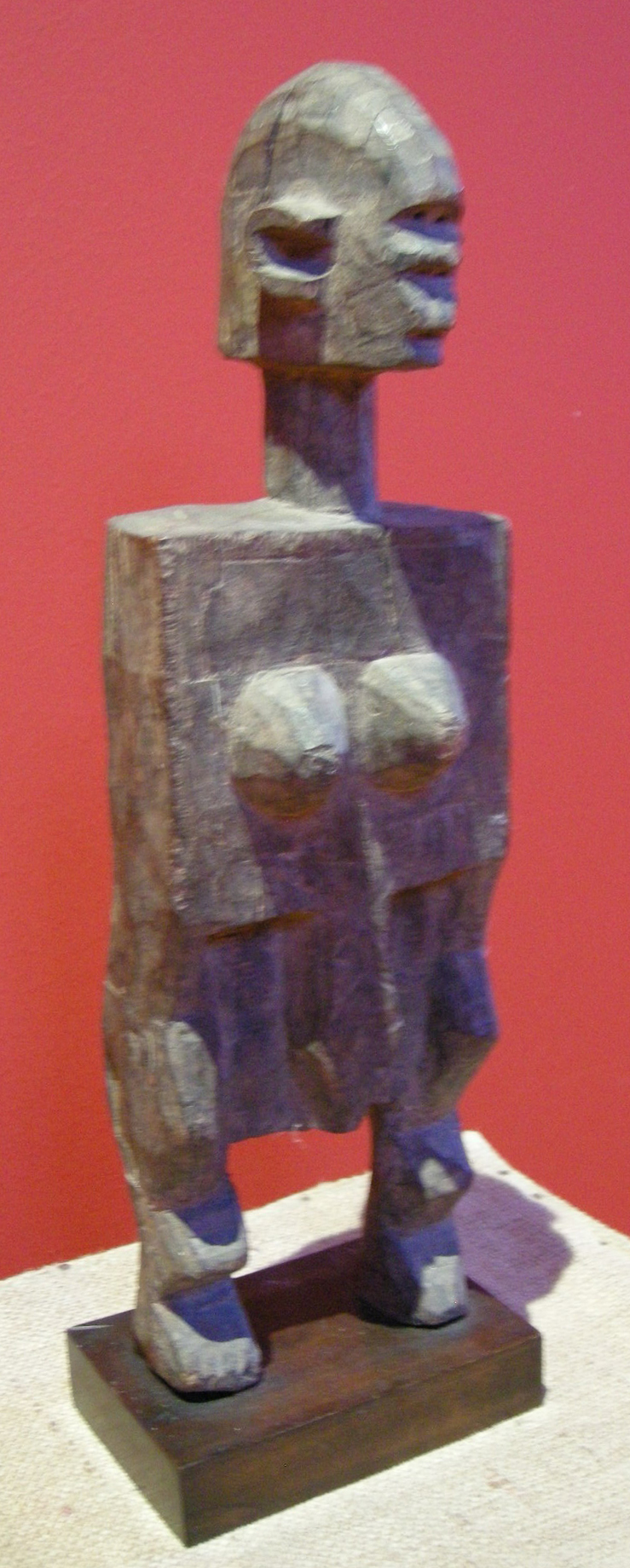
Sculptură igboeană
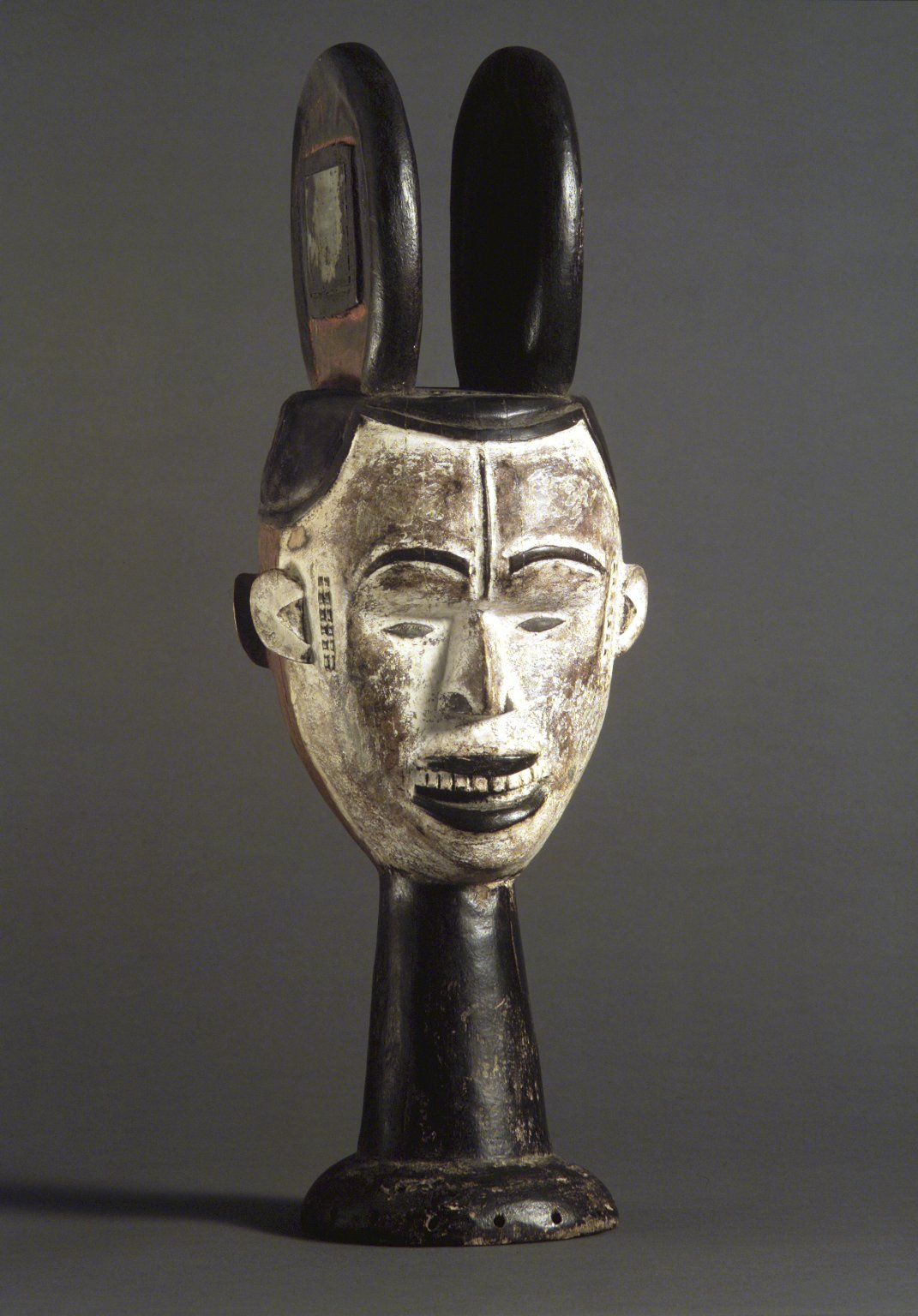
Cap igboean cu două fețe. Prima este albă (cea din imaginea asta) iar cealaltă este maro-roșcată (următoarea imagine). Acest cap are 54,6 centimetri în înălțime
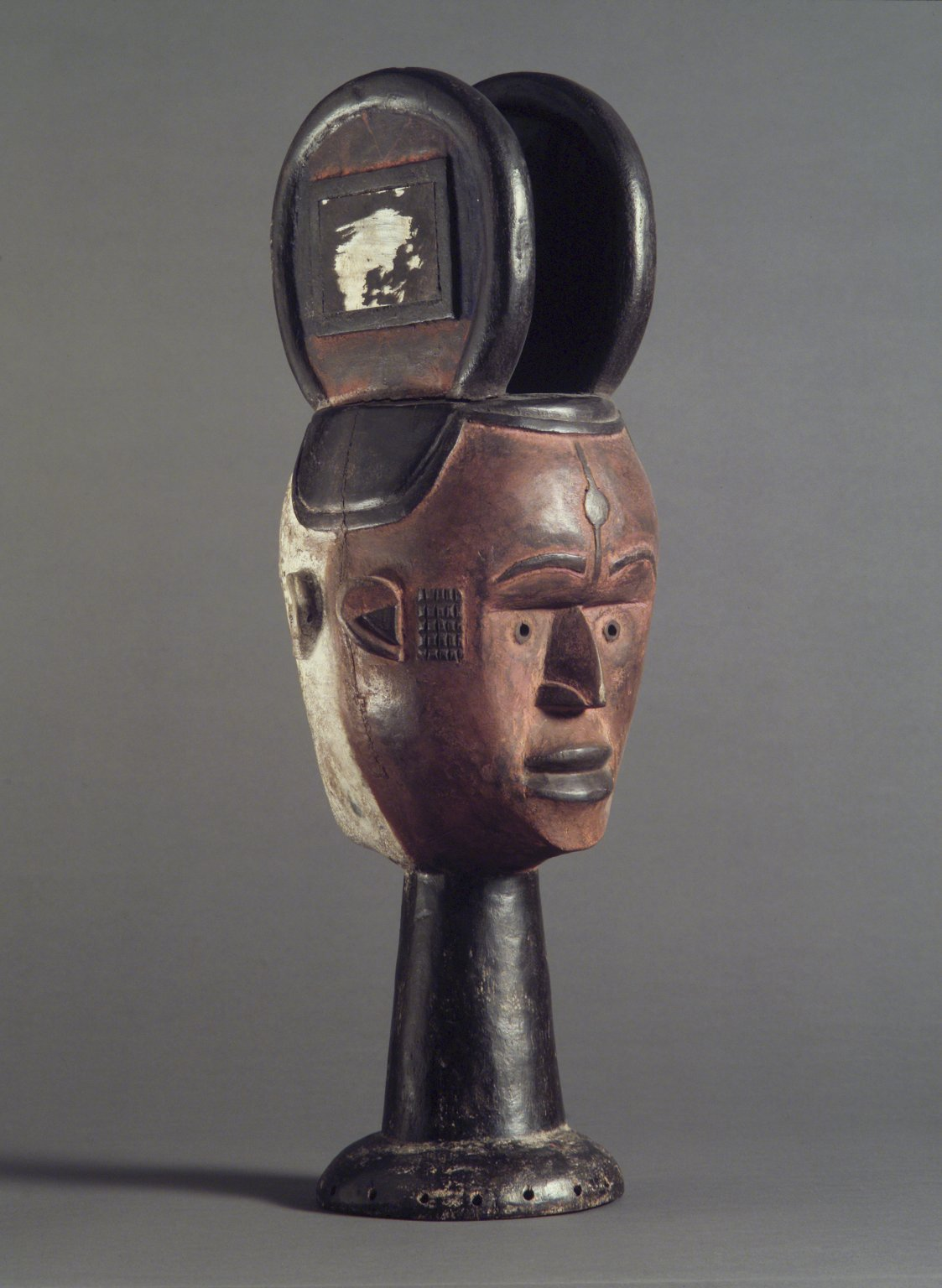
Fața maro-roșiatică a capului sculptat de mai înainte. Această sculptură este expusă în Brooklyn Museum din New York, Statele Unite ale Americii
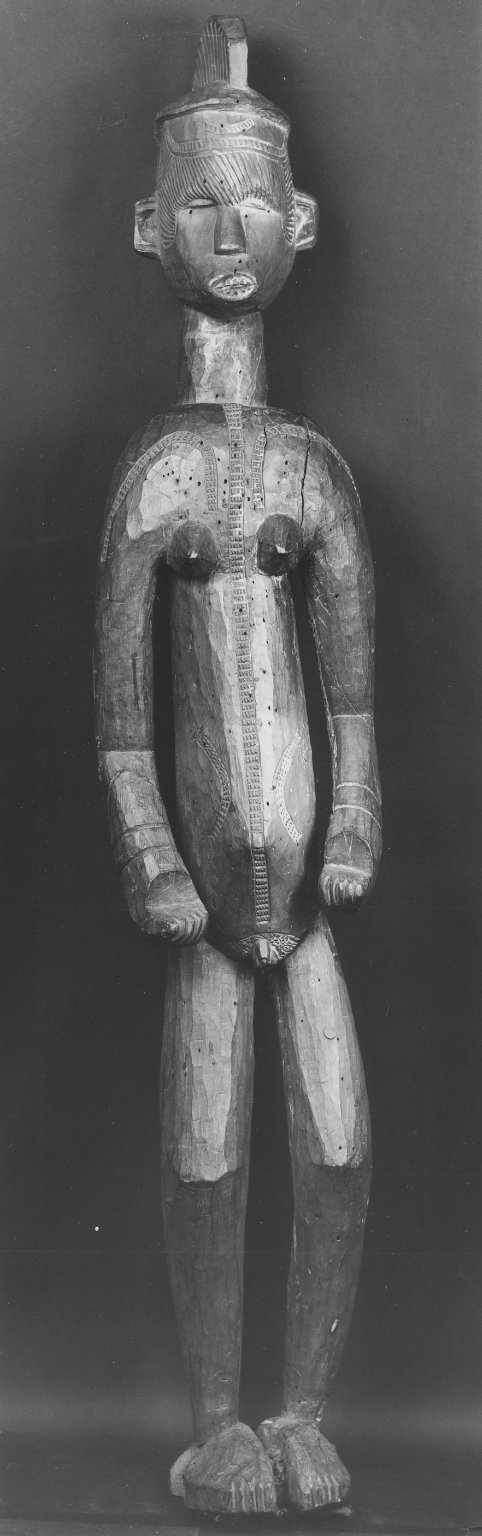
Figurină ce datează din sfârșitul secolului al XIX-lea sau de la începutul secolului al XX-lea. Ea este expusă la Brooklyn Museum din New York, Statele Unite ale Americii. Figurina are o înălțime de 165,6 centimetri.
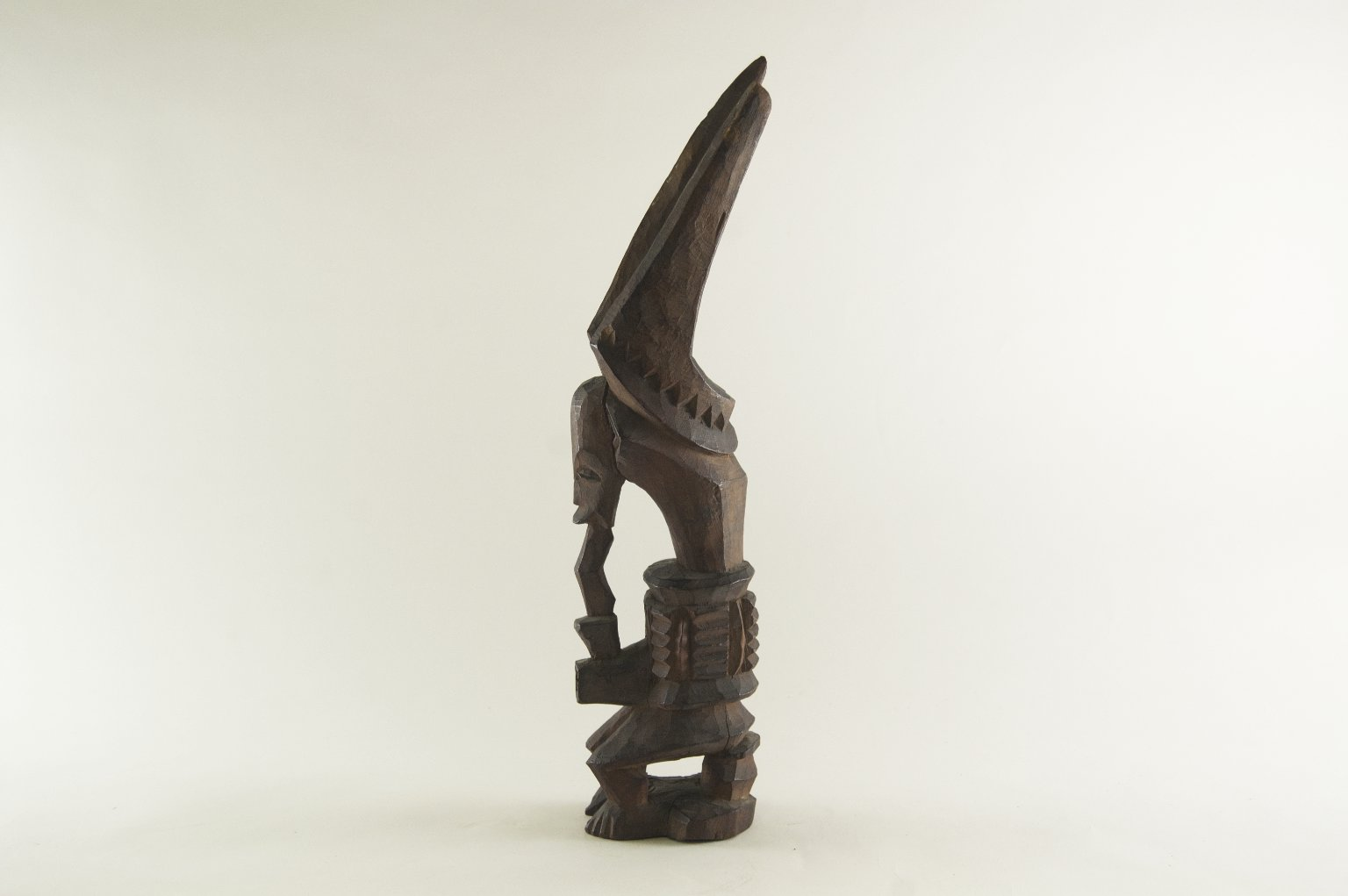
Sculptură igboeană ce datează de la începutul secolului al XX-lea și care se află în Brooklyn Museum din New York, Statele Unite ale Americii. Aceasta are 40,3 centimetri în înălțime
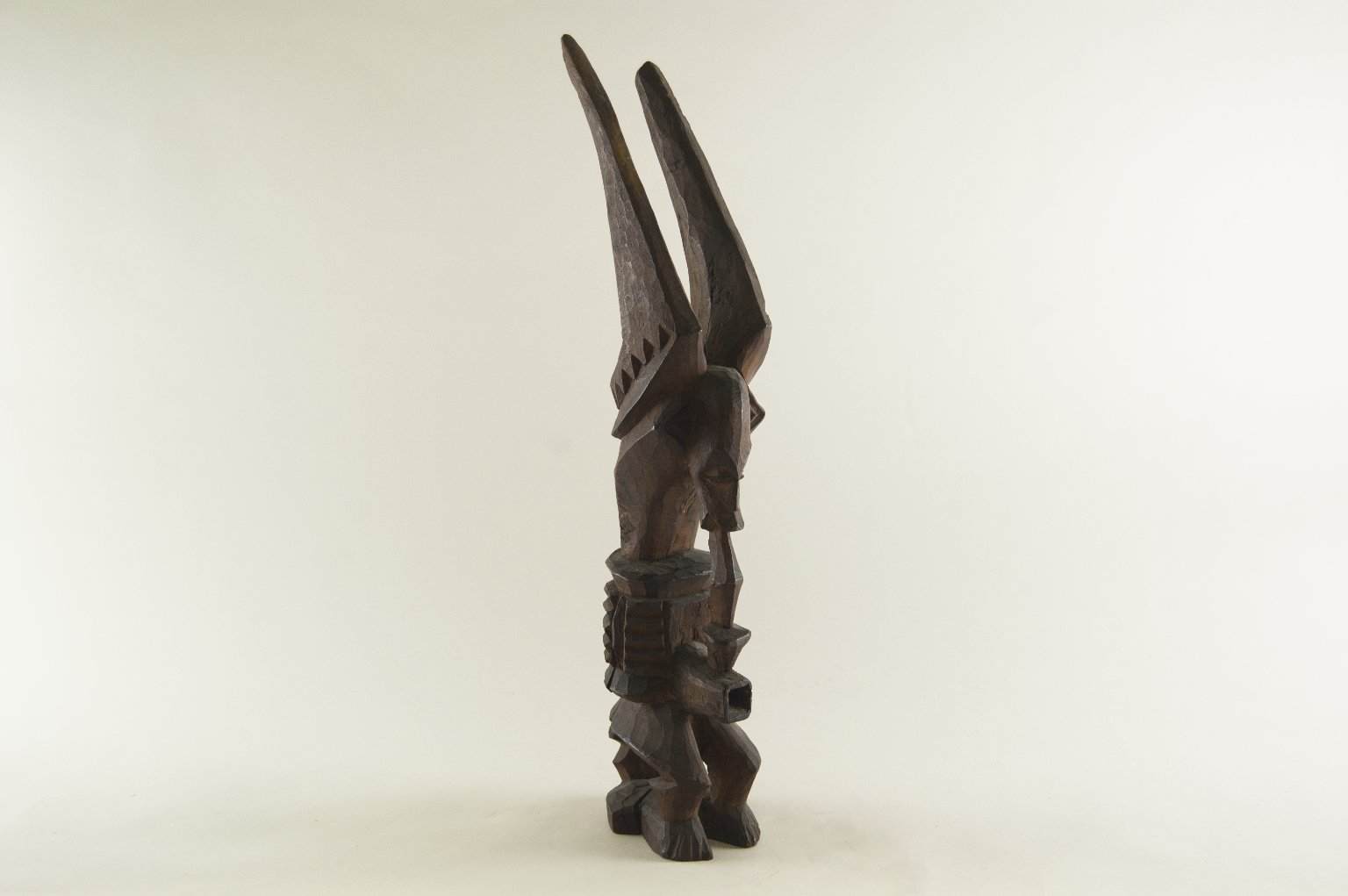
Figurina din imaginea de înainte pozată dintr-un alt unghi
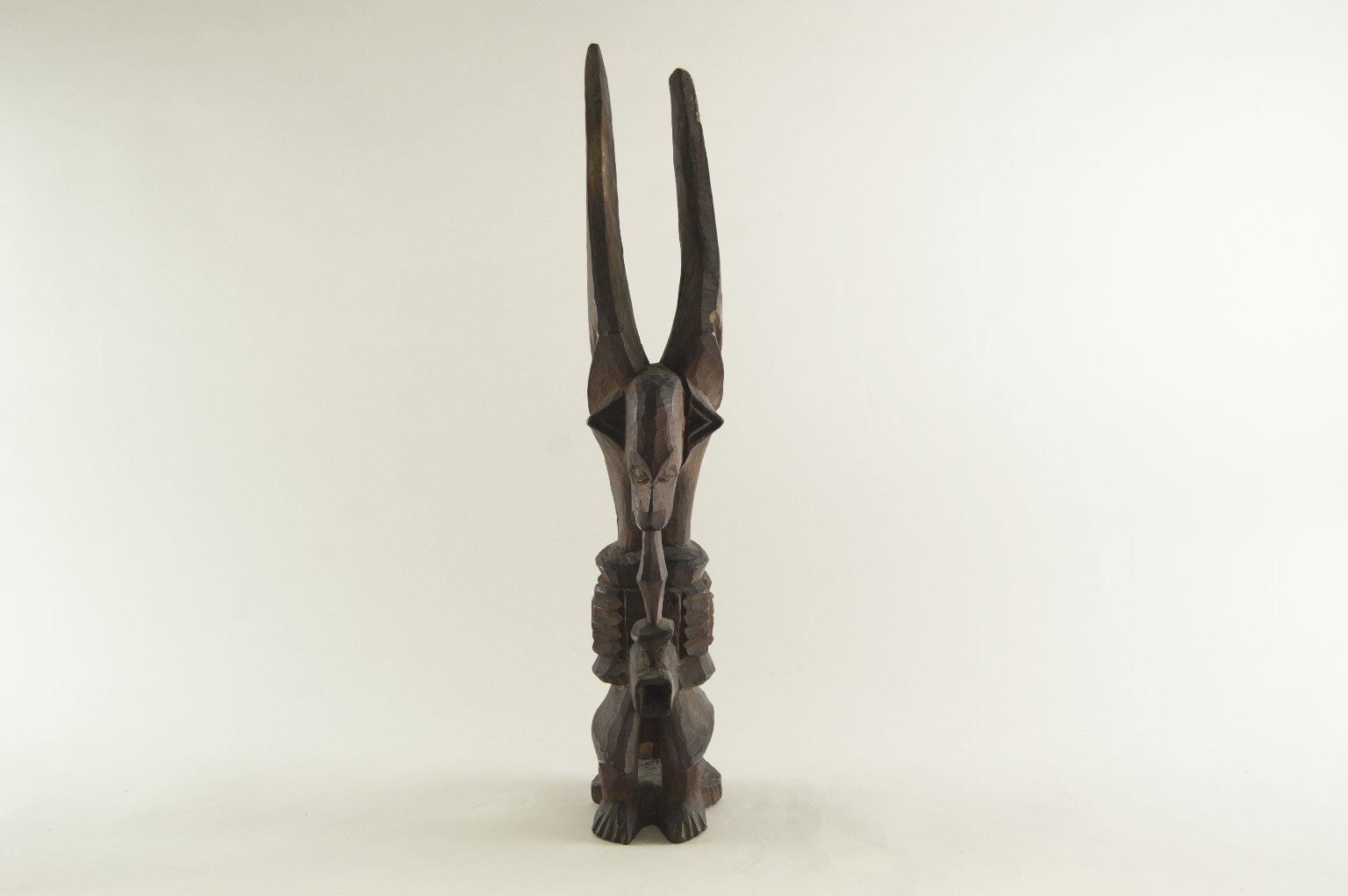
Figurina din imaginea de înainte pozată din față
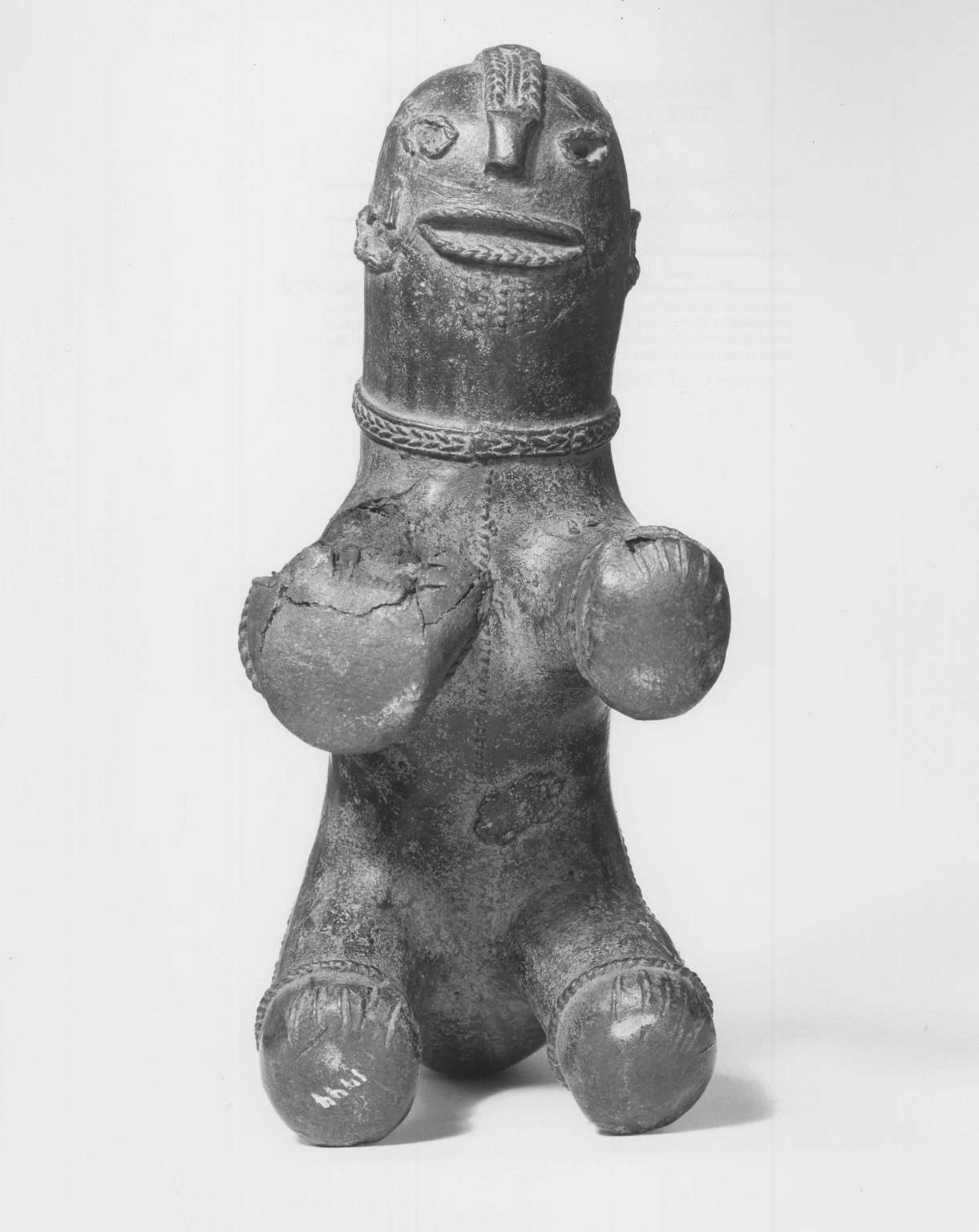

### Măști

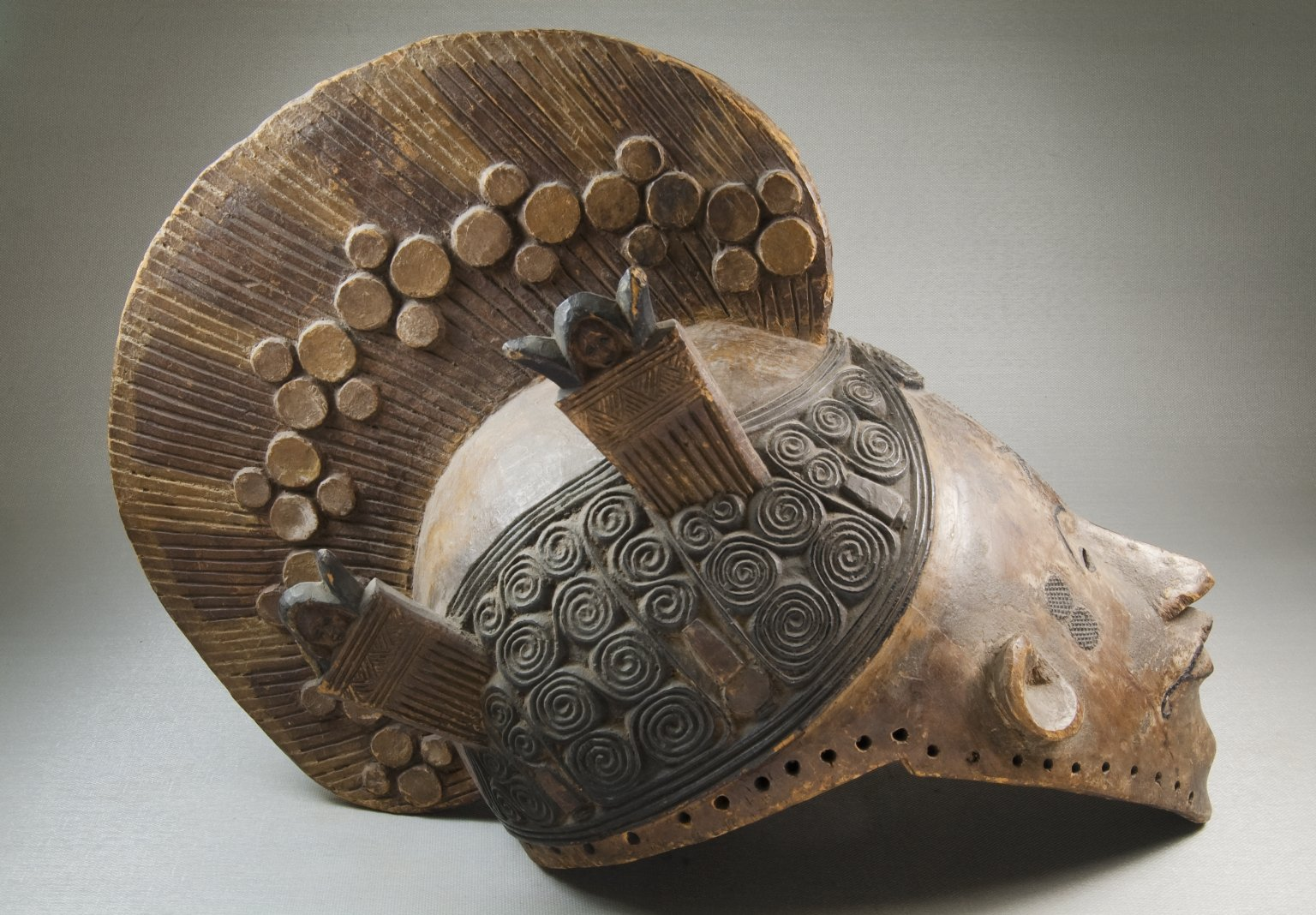
Mască igboeană de lemn, pictată și pozată din profil. Ea este decorată cu motive geometrice ca spirale, linii paralele și discuri. Masca are doi ochi mici cu spâncenele arcuite, nasul ascuțit și gura deschisă. Acesta datează din secolul al XIX-lea și se află la Brooklyn Museum din New York, Statele Unite ale Americii.
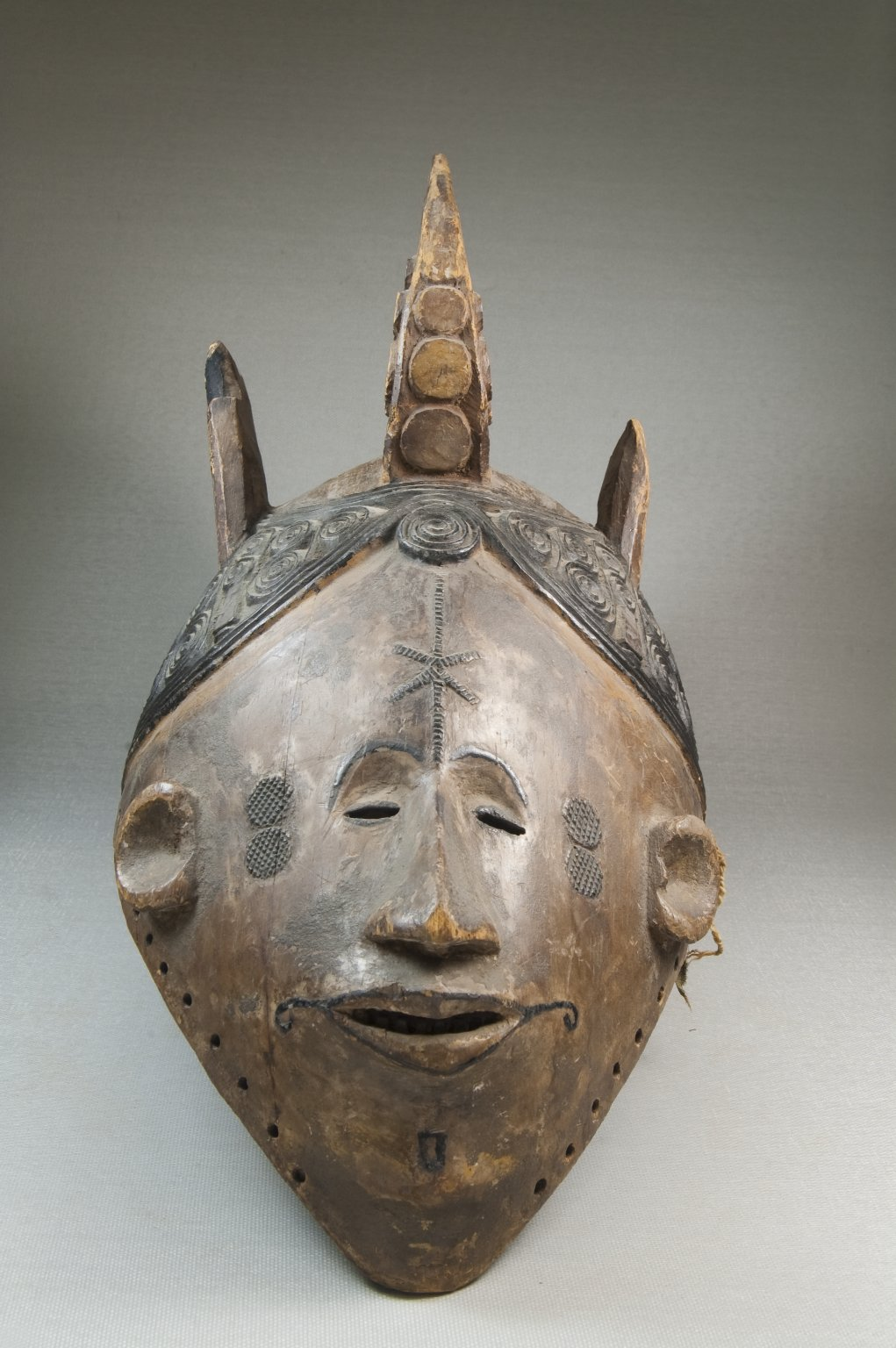
Masca din imaginea de înainte, văzută din față.

## Legături externe
- en GI Jones Photographic Archive of southeastern Nigeria
- en http://www.hamillgallery.com/IGBO/IgboDoors/IgboDoors.html